# Novooleksijivka
Novooleksijivka (ukrajinsky Новоолексіївка, rusky Новоалексеевка – Novoaleksejevka) je sídlo městského typu v Chersonské oblasti na Ukrajině. K roku 2017 v ní žilo přes deset tisíc obyvatel.

## Poloha a doprava
V rámci Chersonské oblasti leží Novooleksijivka na jejím jihovýchodě. Od Heničesku, správního střediska Heničeského rajónu, do kterého spadá, je vzdálena přibližně 17 kilometrů severozápadně. Od severovýchodu do ní přichází dálnice M 18 z Charkova přes Záporoží a Melitopol, která dále pokračuje na jih přes Syvaš na Krym do Džankoje, Simferopolu a Jalty. Je zde po ní vedena Evropská silnice E105. Přes obec také prochází železniční trať Sevastopol – Charkov.

## Dějiny
Obec vznikla v roce 1874 s výstavbou železniční trati ze Sevastopolu do Charkova, přesněji jejího úseku z Melitopolu do Simferopolu.
Sídlem městského typu je od roku 1938.